# Ставраки, Михаил Михайлович
Михаил Михайлович Ставраки (1866 — 1923) — офицер Российского императорского флота. В официальной советской историографии считалось, что именно он командовал расстрелом П. П. Шмидта.

## Биография
В сентябре 1882, окончив курс обучения в гимназии, поступил воспитанником в Морской кадетский корпус, из которого в 1886 был выпущен. Через год зачислен во 2-й Черноморский флотский его королевского высочества герцога Эдинбургского экипаж, по расформированию которого в 1891 приказом главного командира Черноморского флота и портов Чёрного моря был зачислен в 28-й флотский экипаж. В 1892 принял в своё командование 8-ю роту 28-го флотского экипажа. Весной 1893 назначили флаг-офицером штаба командующего Практической эскадрой Чёрного моря при младшем флагмане. С 1901 по 1903 находился с эскадрой в заграничном плавании, с 1904 состоял в должности старшего флаг-офицера при младшем флагмане 1-й эскадры Тихоокеанского флота контр-адмирале П. П. Ухтомском, державшем свой флаг на броненосце «Пересвет». Местом стационарных стоянок штаб эскадры определил японский порт Нагасаки и китайский порт Шанхай. В Шанхае его жена, Надежда Григорьевна Ставраки, познакомилась с Доминикой Гавриловной Шмидт — женой П. П. Шмидта, друга и бывшего сокурсника мужа по Морскому корпусу, служившего на канонерской лодке «Бобр».
В вооружённого восстания в Севастополе оставался на стороне преданной правительству части эскадры Черноморского флота и гарнизона Севастопольской крепости. В полдень 15 (28) ноября 1905 восставшим передали ультиматум о сдаче без сопротивления, который был отклонён. Восставший крейсер, с пушек которого ещё неделю назад сняли замки, не мог вступить в бой. Поэтому лейтенант П. П. Шмидт приказал подвести к борту «Очакова» транспортное судно «Буг», на котором хранился большой запас снарядов и взрывчатых веществ, в надежде, что флот и береговые батареи не отважатся открыть огонь поскольку от взрыва «Буга» пострадали бы не только стоявшие рядом корабли, но и городские строения. Этот замысел, по-видимому, разгадал капитан-лейтенант М. М. Ставраки, состоявший в должности старшего офицера на канонерской лодке «Терец». После предложения командира всем сочувствующим восстанию сойти на берег, канонерская лодка «Терец» заняла позицию у выхода из Южной бухты, после чего прицельным огнём расстреляла и потопила транспорт «Буг», предотвратив тем самым возможность взрыва. При попытке катера «Пригодный» прорваться на внутренний Севастопольский рейд для соединения с восставшими, с «Терца» открыли артиллерийский огонь и потопили его. Это стало сигналом к началу обстрела крейсера «Очаков», завершившегося подавлением вооруженного выступления и арестом его руководителей — лейтенанта П. П. Шмидта, С. П. Частника, А. И. Гладкова и Н. Г. Антоненко, приговорённых в 1906 севастопольским военно-морским судом к смертной казни.
В январе 1906 приказом главного командира Черноморского флота и портов Чёрного моря № 133 М. М. Ставраки был назначен временно исполняющим должность командира канонерской лодки «Терец», которая 5 (18) марта 1906, выполняя распоряжение вице-адмирала Г. П. Чухнина, доставила в Очаков помощника военного прокурора Одесского округа И. А. Ронжина и присяжного поверенного А. М. Александрова, вернувшихся затем в Севастополь. 6 (19) марта приговор привели в исполнение и руководители вооружённого восстания были расстреляны. Продолжил служить на Черноморском флоте, в августе 1906 назначен временно исполняющим должность старшего офицера эскадренного броненосца «Георгий Победоносец».
В начале сентября 1906 перевели на Балтийский флот с зачислением в 1-й генерал-адмирала великого князя Константина Николаевича флотский экипаж, но 26 марта (8 апреля) 1907 года по изменённому главным военно-морским судом приговору военно-морского суда Севастопольского порта определено: за преступное деяние, предусмотренное 2-й частью 111-й статьи военно-морского устава «О наказаниях», исключить из службы с лишением некоторых особенных прав и преимуществ и подвергнуть заключению в крепости сроком на три года. Лишь 6 (19) мая 1911 года было всемилостивейше повелено «возвратить утраченные им по суду некоторые особенные права и преимущества с тем, чтобы считать его уволенным от службы капитаном 2-го ранга».
С августа 1911 состоял в должности смотрителя Ай-Тодорского маяка в Крыму.
Во время первой мировой войны он состоял в должности помощника военного губернатора по тыловой базе Мариупольского военного округа, а в марте 1917, приказом адмирала А. В. Колчака, был переведён в штаб главного командира Черноморского флота и портов. В том же году, по распоряжению Центрофлота, получил назначение на должность начальника обороны Севастополя с моря и командира брандвахтенной службы. Занимал различные должности в Севастополе в течение Гражданской войны, в том числе при генерале П. Н. Врангеле.
В 1920 отказался от возможности эвакуироваться, и уехал в Грузию, которая ещё не присоединилась к Советской России, и где у власти находилось меньшевистское правительство.
После установления весной 1921 в Грузии советской власти и образования Грузинской ССР, вступил в члены РКП(б), но в период чистки партии был исключён из её рядов «за сокрытие дворянского происхождения». В марте 1922 получил назначение на должность начальника управления по обеспечению безопасности кораблевождения Батумского укреплённого района и смотрителя Батумских маяков.
Арестован 29 июня 1922. На суде в апреле 1923 отрицал своё командование расстрелом П. П. Шмидта, утверждая что командовал В. И. Радецкий (в дальнейшем контр-адмирал). Однако судом был приговорён к расстрелу с конфискацией всего лично ему принадлежащего имущества. Посмертно реабилитирован постановлением президиума Верховного суда РФ от 17 июля 2013.

### Звания
- гардемарин (1866);
- мичман (1867);
- лейтенант (1894);
- капитан-лейтенант;
- капитан 2-го ранга (1906).

### Награды
- медаль «В память царствования императора Александра III» для ношения на груди на ленте Святого Александра Невского (1896);
- орден Меча 2-го класса (1896);
- орден Святой Анны 3-й степени (1901);
- орденами Святого Станислава 3-й и 2-й степеней (1905).

## Семья
- Отец — флота генерал-майор[3] М. И. Ставраки;[4]
- Мать — Надежда Григорьевна, дочь Г. А. Попандопуло;
- Жена — Надежда Сергеевна, дочь С. А. Лаппо-Данилевского.
- Дети — Глеб (род. 16 июля 1897), Константин (род. 13 мая 1900), Андрей (род. 13 июня 1904).